# A hobbit szereplőinek listája
A hobbit, vagy Oda és vissza, a korábbi magyar fordításban A babó J. R. R. Tolkien gyerekeknek írott fantasyregénye. A történet főszereplője Zsákos Bilbó, egy hobbit. Alább a történet főbb szereplői találhatók.

## Törpök
- Thorin
- Óin
- Glóin
- Ori
- Dori
- Nori
- Fili
- Kili
- Bifur
- Bofur
- Bombur
- Dwalin
- Balin
- Dáin

## Hobbitok
- Zsákos Bilbó: A Gyűrűk Ura B függeléke (Esztendők számlálása) szerint Bilbó Középfölde Harmadkorának (h.k.) 2890. évében, szeptember 22-én született a hobbitok országában, a Megyében (megyei időszámítás szerint 1290-ben) Zsákos Bungó (1246-1326) és Tuk Belladonna gyermekeként. Családja mindkét ágon tehetős volt, apai ágon pedig tekintélyes is (a Tukokra a Megyei hobbitok gyanakvással néztek kalandvágyó természetük miatt). 51 éves volt, mikor h.k. 2941 tavaszán felkereste őt hobbitfalvai lakában a Szürke Gandalf, a hobbitokkal többé-kevésbé jó avagy kielégítő kapcsolatokat ápoló vándor-mágus, hogy rábeszélje őt egy Tölgypajzsos Thorin vezette törp-expedícióban való részvételre. Bilbó a mágussal és tizenhárom törppel tartott a messzi északkeletre, a Ködhegység tárnáiban megtalálta az Egy Gyűrűt, amit addig a Gollam nevű lény őrzött; megszerezték a Magányos Hegy egykori törp-városának, Erebornak kincseit Szmógtól, a sárkánytól, és részt vettek az Öt Sereg Csatájában. Ezután (2942. május-júniusi visszaérkezésétől kezdve) viszonylagos nyugalomban élt hobbitfalvi rezidenciáján. H.k. 2968-ban megszületett unokaöccse, Zsákos Frodó, akit szülei csónakbalesete után Bilbó örökbe fogadott és gyámfiaként magához vett. Bilbó mintegy hatvan évig őrizte az Egy Gyűrűt, mint sem tudva annak természetéről, sem arról, hogy annak készítője, Szauron, a Sötét Úr nagy erőkkel keresteti. A Gyűrű azonban lassan-lassan éreztetni kezdte gonosz hatását, és Bilbó nyugtalanná vált. H.k. 3001-ben, Bilbó száztizenegyedik születésnapján (3001. szeptember 22.), hatalmas, születésnapi mulatságnak álcázott búcsúünnepséget rendezett Hobbitfalván (véletlenül Frodónak is ugyanerre a napra esett a születésnapja, ő ekkor 33 éves volt), s az öreg hobbit bejelentette a Megyéből való távozását, a láthatatlanná tévő gyűrűjét észrevétlen ujjára húzva eltűnt – közbotrányt okozva – a sokadalom szeme elől, és elvándorolt. A Gyűrűt Gandalf hosszas rábeszélésére Frodóra hagyta; ahogy otthonát, Zsáklakot is.

## Tündék
- Tünde király
- Gandalf: (nem tünde) Gandalf az istari (mágusok) rendjének tagja. A maiák egyike, akiket Valinor urai négy társával a harmadkor elején Középföldére küldtek, hogy segítsék a népeket a második Sötét Úr, Szauron elleni küzdelmükben. A többi maiához hasonlóan nem öregedett, feltételezik, hogy eleve öregemberekként érkeztek. Főképp tanácsaikkal, bölcsességükkel és mágikus hatalmukkal segítették a halandókat. Amikor a harmadkor ezredik éve körül Középföldére érkezett, Círdantól, Mithlond (Szürkerév) tünde urától megkapta a Naryát, vagy más néven a Tűz Gyűrűjét, az Eregionban kovácsolt Három Gyűrű egyikét. Érkezése után kétezer éven keresztül munkálkodott, számos szövetségest felsorakoztatott maga mellett, akik segítségére siettek a Szauron elleni végső harcban. A harmadkor 2063. évében a Fehér Tanács (a szövetségesek tanácsa) kérésére Dol Guldurba, (Szauron erődjébe) ment kémkedni, ám akkor még nem tudta kideríteni, ki uralja azt. 2850-ben ismét bejutott és rájött, hogy ura maga Szauron. Az ott raboskodó törp úrtól, Thráintól, aki maga is a Hét Gyűrű egyikének birtokosa volt, megszerezte Erebor, a Magányos Hegy kulcsát, és sikerült megszöknie onnan. Később Gandalf sugalmazta Thráin fiának és egyben utódának, Tölgypajzsos Thorinnak, hogy foglalja vissza Erebort, és a Társaságba vegye be Zsákos Bilbót a Megyéből, talán azért, hogy a későbbiekben, a Megyében élő félszerzetekre is számíthasson. Ekkor még nem tudhatta, hogy a döntésének sokkal fontosabb következményei lesznek, a kaland során ugyanis Bilbó szert tett az Egy Gyűrűre. Gandalf gyanította, hogy valóban az Egyről, de legalábbis egy Nagy Gyűrűről van szó, ezért a Kószákkal állandóan figyeltette a Megyét.
- Elrond (féltünde, Völgyzugoly ura)

## Emberek
- Bard
- Tóváros Ura

## Egyéb teremtmények
- Gollam: Szméagol egy hobbit volt, a sztúrok (egy hobbit törzs) tagja, aki Nősziromföldén, az Anduin mentén élt rokonaival. Az Anduin medréből halászta ki a gyűrűt, amely megváltoztatta életét. Gollam csaknem 500 évig tartotta magánál a Gyűrűt, melynek hatalmával orkokra vadászott a sötét alagutakban. Így történt meg, 2941-ben, hogy Gollam egy portyája során elhagyta a Gyűrűt, amelyet Zsákos Bilbó, egy hobbit talált meg. Bilbó a Ködhegységen át utazott tizenhárom törp társaságában, mikor a hegyi orkok elrabolták őket és behurcolták őket a hegység belsejébe. A társaságnak Gandalf, a mágus segítségével ugyan sikerült kiszabadulniuk, de a menekülés közben Bilbó elesett és beverte a fejét egy kőbe. Bilbó elvesztette az eszméletét és mikor később felébred hiába kereste a kiutat a sötét barlangban, nem találta. Bolyongása közben egy mocskos, hideg, barlangi tavat talált, ott találkozott össze Gollammal.
- Smaug (sárkány)
- 3 troll
- Nagy hegyi hollók
- Goblinok (gonosz barlanglakó lények)
- Sasok
- Vargok
- Beorn („bőrváltó” ember)
- Bolg (Északi Bolg az orkok vezére az öt sereg csatájában. Thorin megpróbálja megölni, de a testőrein nem tud átjutni és ő hal meg, végül Beorn végez Bolggal.)